# Opowieści z Ziemiomorza
Opowieści z Ziemiomorza (tyt. oryg. Tales from Earthsea) – zbiór opowiadań fantasy amerykańskiej pisarki Ursuli K. Le Guin, rozgrywających się w realiach Ziemiomorza. Wydany w 2001 r., w Polsce ukazał się w 2003 r., wydany przez oficynę Prószyński i S-ka w tłumaczeniu Pauliny Braiter-Ziemkiewicz (ISBN 83-7337-131-1).
Tom zdobył w 2002 r. Nagrodę Locusa dla najlepszego tomu opowiadań oraz Nagrodę Endeavour, dwa z zawartych tu opowiadań także otrzymały nagrodę Locusa: Szukacz dla najlepszej noweli i Kości ziemi dla najlepszej krótkiej formy.

## Spis utworów
- Szukacz
- Diament i Czarna Róża (opublikowany wcześniej w „The Magazine of Fantasy & Science Fiction” w październiku 1999 r.)
- Kości ziemi
- Historia z górskich moczarów
- Ważka (opublikowany wcześniej w antologii Legendy w 1998 r.; nowela jest łącznikiem między czwartą a piątą powieścią cyklu Ziemiomorze: Tehanu i Inny wiatr[1])